# Duki
Duki é uma cidade do Paquistão localizada na província de Baluchistão.